# Скшишув (Сілезьке воєводство)
Скшишув (пол. Skrzyszów) — село в Польщі, у гміні Ґодув Водзіславського повіту Сілезького воєводства.
Населення — 3625 осіб (2011).
У 1975-1998 роках село належало до Катовицького воєводства.

## Демографія
Демографічна структура станом на 31 березня 2011 року:
|          | Загалом | Допрацездатний вік | Працездатний вік | Постпрацездатний вік |
| -------- | ------- | ------------------ | ---------------- | -------------------- |
| Чоловіки | 1780    | 361                | 1245             | 174                  |
| Жінки    | 1845    | 336                | 1129             | 380                  |
| Разом    | 3625    | 697                | 2374             | 554                  |